# Lluís de la Vega
Lluís de la Vega   (Almussafes, 3 de setembre de 1998) és un pilotari valencià. Juga a les modalitats de frontó i escala i corda.

## Trajectòria
Va debutar com a professional el 20 d'agost de 2016 al trinquet de Pedreguer
i, un mes després, disputà la final del Trofeu President de la Diputació de València de frontó del Puig amb Pasqual de la Pobla com a punter contra Puchol II i Lemay: la parella de blau se situà amb un avantatge de 3 per 14, però els rojos reaccionaren, primer Lemay fins al 20 a 30 i després Puchol a 32-34 en un duel entre ell i De la Vega que igualà a 37, 38, 39 i 40 fins que els rojos aconseguiren l'últim tanto.
El 2019, amb només vint anys i després de dos i mig com a professional, jugà per primera volta la Lliga Professional d'Escala i Corda, la qual guanyà, junt amb Félix i Nacho, 50 per 60 front a Pere Roc II, Sant i Monrabal.
El 2020, son tio Joan Francesc Herrero publicà el llibre De la Vega, un pilotari, una biografia de la seua trajectòria deportiva fins llavors.
| A.   | Competició                           |             | Mitger | Punter     | Adversaris                      |
| ---- | ------------------------------------ | ----------- | ------ | ---------- | ------------------------------- |
| 2021 | 30a Lliga CaixaBank d'Escala i Corda | campions    | Javi   | Carlos     | Giner, Pere i Álvaro            |
| 2019 | 28a Lliga Bankia d'Escala i Corda    | campions    | Félix  | Nacho      | Pere Roc II, Santi i Monrabal   |
| 2021 | 36é Individual CaixaBank             | subcampió   | ×      | ×          | Puchol II                       |
| 2020 | 35é Individual Bankia                | subcampió   | ×      | ×          | Puchol II                       |
| 2019 | 1r Trofeu Levante UD                 | campions    | Santi  | Monrabal   | Soro III, Jesús i Salva         |
| 2019 | 1r Trofeu Jo Sóc                     | campions    | Santi  | Monrabal   | Marc, Nacho i Bueno             |
| 2021 | 16é Trofeu Diputació de Frontó       | campions    | ×      | Adrián III | José Salvador i Àlex de Paterna |
| 2020 | 15é Trofeu Diputació de Frontó       | campions    | ×      | Bueno      | Genovés II i Alejandro          |
| 2019 | 14é Trofeu Diputació de Frontó       | campions    | ×      | Adrián II  | Pere Roc II i Alejandro         |
| 2018 | 13é Trofeu Diputació de Frontó       | campions    | ×      | Carlos M.  | Genovés II i Adrián II          |
| 2016 | 11é Trofeu Diputació de Frontó       | subcampions | ×      | Pasqual    | Puchol II i Lemay               |
| 2020 | Trofeu Generalitat Valenciana        | subcampions | Nacho  | ×          | Giner i Jesús                   |
| 2019 | 12a Copa Diputació - Caixa Popular   | subcampions | Jesús  | ×          | Puchol II i Tomàs II            |
| 2019 | 30é Trofeu Tio Pena                  | campions    | Javi   | ×          | Puchol II i Salva               |
| 2018 | 6t Trofeu de Festes de Sueca         | subcampions | Pere   | Carlos     | Giner, Tomàs i Monrabal         |